# Kyrkheddinge distrikt
Kyrkheddinge distrikt är sedan 2016 ett distrikt i Staffanstorps kommun och Skåne län.
Området ligger öster om Staffanstorp.

## Tidigare administrativ tillhörighet
Distriktet inrättades 2016 och utgörs av socknen Kyrkheddinge i Staffanstorps kommun.
Området motsvarar den omfattning Kyrkheddinge församling hade vid årsskiftet 1999/2000.